# Bobby De Cordova-Reid
Bobby De Cordova-Reid, född 2 februari 1993, är en engelsk-jamaicansk fotbollsspelare som spelar för Leicester City.

## Karriär
Den 28 juni 2018 värvades De Cordova-Reid av Cardiff City, där han skrev på ett fyraårskontrakt. Den 8 augusti 2019 lånades De Cordova-Reid ut till Fulham på ett låneavtal över säsongen 2019/2020. Den 24 januari 2020 blev han klar för en permanent övergång till Fulham och skrev på ett 3,5-årskontrakt. I januari 2023 utnyttjade klubben en option och kontraktet förlängdes fram till sommaren 2024.
Den 6 juli 2024 värvades De Cordova-Reid av nyuppflyttade Premier League-klubben Leicester City, där han skrev på ett treårskontrakt.